# R Arae
R Arae è una stella bianco-azzurra di sequenza principale di magnitudine 6,65 situata nella costellazione dell'Altare. Dista 262 anni luce dal sistema solare ed è una stella variabile.

## Osservazione
Si tratta di una stella situata nell'emisfero celeste australe. La sua posizione è fortemente australe e ciò comporta che la stella sia osservabile prevalentemente dall'emisfero sud, dove si presenta circumpolare anche da gran parte delle regioni temperate; dall'emisfero nord la sua visibilità è invece limitata alle regioni temperate inferiori e alla fascia tropicale. Essendo di magnitudine pari a 6,6, non è osservabile ad occhio nudo; per poterla scorgere è sufficiente comunque anche un binocolo di piccole dimensioni, a patto di avere a disposizione un cielo buio.
Il periodo migliore per la sua osservazione nel cielo serale ricade nei mesi compresi fra maggio e settembre; nell'emisfero sud è visibile anche per gran parte della primavera, grazie alla declinazione boreale della stella, mentre nell'emisfero sud può essere osservata limitatamente durante i mesi estivi boreali.

## Sistema stellare
R Arae è un sistema stellare formato da due componenti. La componente principale A è una stella di magnitudine 6,65 e la componente B è di magnitudine 8,2, separata da 3,6 secondi d'arco da A e con angolo di posizione di 123 gradi. 
È anche una stella variabile appartenente alla classe delle variabili a eclisse di tipo Algol; le due componenti del sistema, in rotazione, si eclissano a vicenda con un periodo di 4,4151 giorni, facendo calare la magnitudine della coppia da 6,0 a 6,9 nel minimo principale. La secondaria è una bianco-gialla con massa paragonabile a quella del Sole o leggermente minore (0,89 M⊙) ma in uno avanzato stadio evolutivo, mentre la principale ha una massa di 2,8 M⊙, tuttavia il raggio della secondaria è maggiore di quello della primaria, 4,85 R⊙ contro i 3,75 raggi solari della primaria, quindi il maggior calo di luminosità (minimo principale) avviene quando la secondaria passa davanti al disco della principale, più calda e luminosa, occultandone in parte la luce. Quando avviene il contrario avviene invece il minimo secondario.
Proprio come nel caso di Algol, il prototipo di questi tipo di binarie a eclisse, un tempo la secondaria del sistema era la stella più massiccia, che evolvendosi più rapidamente entrò nello stadio di subgigante, aumentando le proprie dimensioni e riempiendo il proprio lobo di Roche. Iniziò quindi un trasferimento di massa dalla secondaria verso la stella che un tempo era più piccola e ancora nella sequenza principale.